# ルイス・ファーガソン
ルイス・ファーガソン（Lewis Ferguson, 1999年8月24日 - ）は、スコットランド・ハミルトン出身のサッカー選手。セリエA・ボローニャFC所属。スコットランド代表。ポジションはMF。

## クラブ経歴
2009年にレンジャーズFCのユースチームに入団。その後2013年にハミルトン・アカデミカルFCのユースチームに加入。2017年にトップチームに昇格し、翌2018年1月25日のハート・オブ・ミドロシアンFC戦でプロデビュー。以降先発に定着し、2017-18シーズンはリーグ戦13試合に出場。同シーズン終了後にアバディーンFCへの移籍が決定した。移籍後はチームの中心選手に成長。1年目の2018-19シーズンは33試合6得点を記録。翌2019-20シーズンはスコティッシュ・プレミアシップの最優秀若手選手賞を受賞。更に2021-22シーズンは初の二桁ゴールとなる11得点を決めた。
2022年7月12日、ボローニャFCと4年契約を締結したことが発表された。2023年7月15日、クラブとの契約を2027年まで延長した。2024年4月、右膝前十字靭帯を損傷する重傷を負い、長期離脱を強いられた。

## 代表経歴
2017年からユース世代のスコットランド代表でプレー。2021年8月に2022 FIFAワールドカップ・ヨーロッパ予選に向けてのフル代表に初招集。9月2日の同予選のデンマーク戦で代表デビューを果たした。

## 人物
- 父は元スコットランド代表のデレク・ファーガソン（英語版）で、バリー・ファーガソンは叔父にあたる。